# 易卜拉欣·贾法里
易卜拉欣·贾法里（阿拉伯语：إبراهيم الأشيقر الجعفري，1947年3月25日—），伊拉克政治人物，伊拉克总统（2004年－2005年），伊拉克过渡政府总理（2005年－2006年）。

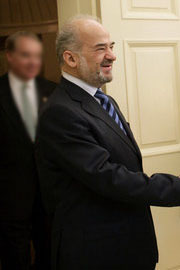
肖像

## 早年时代
贾法里出生于伊拉克什叶派圣地卡尔巴拉，毕业于伊拉克摩苏尔大学医学系，获得医学博士学位。伊拉克什叶派政党达瓦党领导人。

## 萨达姆时期
1966年，他投身于什叶派民族主义运动。1974年，他加入达瓦党，并很快成为该党的发言人。由于达瓦党是主要反对党之一，20世纪80年代初，该党曾遭到萨达姆政权的镇压，贾法里被迫流亡国外。他最初逃往伊朗，后转至叙利亚，最后定居伦敦。

## 2005年1月选举
2003年4月贾法里返回巴格达，7月30日伊拉克临时管理委员会任命贾法里为委员会首任主席。该委员会由25人组成，其中9名成员轮流担任主席，主席任期为1个月。
2004年6月贾法里成为伊拉克临时政府两名副总统之一。2005年1月30日举行的伊拉克选举中，什叶派政党联盟“伊拉克团结联盟”提名贾法里为该联盟的过渡政府总理候选人。4月7日，贾法里被总统委员会提名为过渡政府总理并负责组阁。28日，伊拉克过渡国民议会通过了他提交的过渡政府成员名单。5月3日，由贾法里领导的过渡政府在巴格达宣誓就职。

## 2005年12月选举
2005年12月伊拉克什叶派政党联盟赢得国民议会最多席位，但没能超过半数。在谈判中，什叶派政党联盟提名贾法里出任新政府总理。但是这一建议遭到逊尼派、库尔德人以及世俗什叶派政党反对，2006年4月20日贾法里突然宣布将由什叶派政党联盟决定他是否担任下届政府总理。21日，伊拉克什叶派政党联盟推选贾瓦德·马利基取代贾法里成为新的总理候选人。22日，伊拉克现任总统塔拉巴尼在议会会议上正式任命贾瓦德·马利基为新总理。
| 前任： 伊亚德·阿拉维 (过渡政府总理) | 伊拉克总理 | 继任： 贾瓦德·马利基 |

| 前任： 联盟驻伊拉克临时管理当局 | 伊拉克总统 | 继任： 阿迪勒·阿卜杜勒-迈赫迪和加齐·亚瓦尔 |